# Liriomyza asterivora
Liriomyza asterivora är en tvåvingeart som beskrevs av Mitsuhiro Sasakawa 1956. Liriomyza asterivora ingår i släktet Liriomyza och familjen minerarflugor. Inga underarter finns listade i Catalogue of Life.